# Arytinnis diluta
Arytinnis diluta är en insektsart som först beskrevs av Loginova 1976.  Arytinnis diluta ingår i släktet Arytinnis och familjen rundbladloppor. Inga underarter finns listade i Catalogue of Life.